# Лукьяновский сельсовет (Коммунистический район)
Лукьяновский сельсовет — упразднённая административно-территориальная единица, существовавшая на территории Московской губернии и Московской области до 1954 года.
Лукьяновский сельсовет был образован в первые годы советской власти. По данным 1923 года он входил в состав Соголевской волости Клинского уезда Московской губернии.
По данным 1926 года в состав сельсовета входили деревни Головино, Лукьяново, Шулепниково, а также хутор Цыбаковский.
В 1929 году Лукьяновский с/с был отнесён к Дмитровскому району Московского округа Московской области.
20 мая 1930 года Лукьяновский с/с в составе населённых пунктов Головино, Лукьяново и Шулепниково был передан в Солнечногорский район.
4 января 1939 года Лукьяновский с/с был передан в Коммунистический район.
14 июня 1954 года Лукьяновский с/с был упразднён. При этом его территория была передана в Кульпинский с/с.